# Historic Parade
Historic Parade è un cortometraggio muto del 1909. Il nome del regista non viene riportato nei credit del film mentre la fotografia è accreditata a J. Stuart Blackton.

## Produzione
Il film fu prodotto dalla Vitagraph Company of America.

## Distribuzione
Distribuito dalla Vitagraph Company of America, il film - un cortometraggio di 213 metri - uscì nelle sale cinematografiche statunitensi il 30 settembre 1909.